# Jan Mikolášek
Jan Mikolášek (ur. 7 kwietnia 1887 w Rokycanach, zm. 29 grudnia 1973 w Pradze) – czeski zielarz i uzdrowiciel.

## Życiorys
Urodził się 7 kwietnia 1887 r. w Rokycanach. Podobnie jak ojciec zdecydował się na karierę ogrodnika i uzyskał posadę ogrodnika arcyksięcia Rajnera w Himbergu. Właśnie na dworze w Himbergu Mikolášek poznał lekarza i pioniera elektroterapii Valentina Zeileisa i uzdrowicielkę Josefę Mühlbacher, która diagnozowała choroby patrząc na próbkę moczu pacjenta. Mühlbacher uznała, że Mikolášek również posiada podobny jej „dar”, w związku z czym przekazała mu swoją wiedzę, a ten połączył ją z umiejętnością dobierania ziół leczniczych. Jego pierwszymi „pacjentami” była rodzina, ale wkrótce stał się znany w całych Czechach. Mimo to Mikolášek nie uważał się za cudotwórcę, a za zielarza. W związku z tym nie wykonywał żadnych „magicznych rytuałów”, a często kierował „pacjentów” do lekarzy, gdy nie umiał im pomóc.
W okresie międzywojennym cieszył się dużą popularnością i dorobił się własnego „szpitala”. Oprócz tego, że prawie każdy w Czechosłowacji miał krewnego lub znajomego, który się u niego „leczył”, Mikolášek przyjmował znanych i wpływowych „pacjentów”, wśród których byli prezydent Czechosłowacji Tomáš Masaryk, Olga Scheinpflugová, Max Švabinský, Saša Rašilov i Josef Bohuslav Foerster.
Podczas niemieckiej okupacji udzielał „porad medycznych” wysokim rangą członkom niemieckich władz, m.in. szefowi kancelarii Adolfa Hitlera Martinowi Bormannowi. Po zakończeniu wojny i przejęciu władzy przez komunistów przed aresztem i wyrokiem za kolaborację ochronił go prominentny działacz partii komunistycznej i późniejszy prezydent Czechosłowacji Antonín Zápotocký, który jako jeden z jego „pacjentów” uniknął amputacji nogi z powodu gangreny. W 1949 r. od tenisisty Jaroslava Drobnego, emigrującego zagranicę, kupił zielonego  
Hudsona Commodore’a, którym z osobistym kierowcą dojeżdżał do pacjentów. 
Po śmierci Zápotockiego w 1957 r. władze Czechosłowacji rozpoczęły zwalczanie medycyny niekonwencjonalnej, a jedną z głównych ofiar tej kampanii stał się popularny Mikolášek. W 1959 r. został oskarżony o przestępstwa podatkowe, jego majątek został skonfiskowany, a on sam skazany za współpracę z nazistami podczas okupacji na trzy lata pozbawienia wolności, przepadek majątku i praw obywatelskich. Na skutek odwołania wyrok podwyższono mu do pięciu lat więzienia. 
Po wyjściu na wolność nie powrócił już do ziołolecznictwa i żył w biedzie u doc. Karla Urbánka. Zmarł 29 grudnia 1973 r. i został pochowany w grobowcu rodzinnym (w którym wcześniej pochowano jego matkę oraz Urbánka) na Cmentarzu Olszańskim w Pradze.
W 2019 r. (premiera 2020 r.) film Szarlatan poświęciła mu reżyserka Agnieszka Holland, a rolę Mikoláška zagrał Ivan Trojan, zaś w scenach z młodości głównego bohatera Josef Trojan.